# Energy, Energy Saving and Rational Nature Use
«Energy, Energy Saving and Rational Nature Use» (Енергетика, енергозбереження та раціональне природокористування) — фахове (наукове) періодичне видання в Україні і Польщі.
ISSN: 2409-658X
Засноване 2014 року.
Організації засновники і видавці: Полтавський національний технічний університет імені Юрія Кондратюка, Технологічно-гуманітарний університет імені Казимира Пуласького (Uniwersytet Technologiczno-Humanistyczny im. Kazimierza Pułaskiego w Radomiu).
Головний редактор — д.т.н., проф. Павленко Анатолій Михайлович.
Мова видання: англійська.
Видання індексується WorldCat, Google Scholar.
Impact Factor 5.